# Otto Porter
Otto Porter, Jr. (ur. 3 czerwca 1993 w St. Louis) – amerykański koszykarz, występujący na pozycji niskiego skrzydłowego.
6 lutego 2019 w wyniku wymiany trafił do Chicago Bulls.
25 marca 2021 został wytransferowany do Orlando Magic. 6 sierpnia 2021 dołączył do Golden State Warriors. 6 lipca 2022 został zawodnikiem Toronto Raptors. 8 lutego 2024 trafił do Utah Jazz w wyniku wymiany. 11 marca 2024 został zwolniony. Tego samego dnia ogłosił zakończenie kariery zawodniczej.

## Osiągnięcia
Stan na 14 marca 2024, na podstawie, o ile nie zaznaczono inaczej.
NCAA
- Koszykarz Roku:
  - NCAA (2013 według Basketball Times)
  - Konferencji Big East (2013)[10]
- Zaliczony do I składu:
  - All-American (2013)
  - All-Big East (2013)

NBA
- Mistrz NBA (2022)[11]
- Wybrany do I składu letniej ligi NBA w Las Vegas (2014)